# Enrique Bateno de Malinas
Enrique Bateno de Malinas (Malinas, 24 de marzo de 1246-Westerlo después de 1310) filósofo, teólogo, astrónomo, astrólogo, poeta y músico. 

## Biografía
Estudió artes en la Universidad de París antes de  1274 y fue alumno de Tomás de Aquino. Fue canónigo y chantre de la catedral de Lieja. Como astrónomo, construyó astrolabios y dedicó su tratado Magistralis compositio astrolabii a su amigo Guillermo de Moerbeke y escribió comentarios en escritos de Abraham ben Meir ibn Ezra y Albumasar durante su estancia en Roma. 
Además fue profesor de Guy de Hainaut, hermano de Juan I de Avesnes, para quien escribió entre 1285 y 1305, un Speculum divinorum et quorundam naturalium. Se retiró en 1309 a la abadía premonstratense de Tongerlo, donde terminó sus días. 

### Obras
- Speculum divinorum et quorundam naturalium (1281-1305)
- ''Epistula ad Guidonem Hannoniae
- Magistralis compositio astrolobii (1274)

### Estudios
- A. Birkenmajer, Henri Bate de Malines, astronome et philosophe du XIII° siècle (1923), in Études d'histoire des sciences et de la philosophie du Moyen Âge, Cracovie, 1970, t. I, p. 105-115.
- G. Wallerand, "Henri Bate de Malines et saint Thomas d'Aquin", Revue néoscolastique de philosophie, 36 (1934), p. 387-411.